# Gmina Raszyn
Die Gmina Raszyn [ˈraʃɨn] ist eine Landgemeinde im Powiat Pruszkowski der Woiwodschaft Masowien in Polen. Ihr Sitz ist das gleichnamige Dorf mit etwa 6800 Einwohnern.

## Geographie

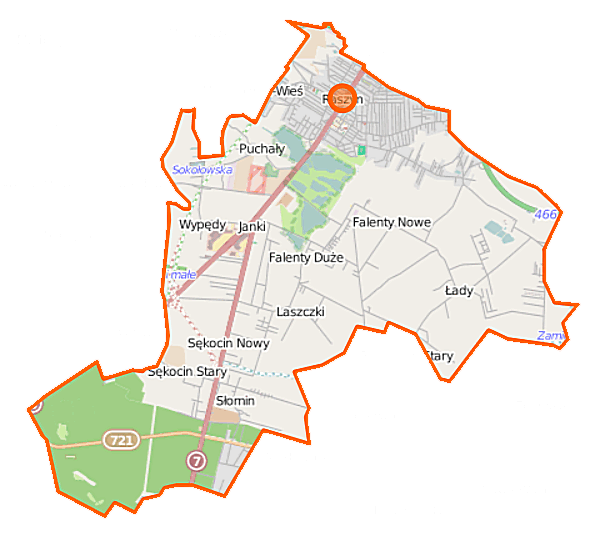
Karte der Gemeinde

Die Gemeinde grenzt im Norden an die Landeshauptstadt Warschau. Die weiteren Nachbargemeinden sind Lesznowola, Michałowice und Nadarzyn.

## Geschichte
Die Landgemeinde wurde 1973 gebildet. Ihr Gebiet gehörte bis 1975 zur Woiwodschaft Warschau und zum Powiat Piaseczyński. Es kam dann bis 1998 zur stark verkleinerten Woiwodschaft gleichen Namens, der Powiat wurde in dieser Zeit aufgelöst. Zum 1. Januar 1999 kam die Gemeinde zur Woiwodschaft Masowien und zum Powiat Pruszkowski.
Bis 1954 bestand auf dem Gemeindegebiet die Gmina Falenty, die 1954 in Gromadas aufgelöst wurde.

## Gliederung
Die Landgemeinde (gmina wiejska) Raszyn besteht aus einer Reihe von Orten mit 22 Schulzenämtern (sołectwa):
- Dawidy
- Dawidy Bankowe
- Falenty (Osiedle)
- Falenty Duże
- Falenty Nowe
- Janki
- Jaworowa I &a II
- Laszczki
- Łady
- Nowe Grocholice
- Podolszyn Nowy
- Puchały
- Raszyn I & II
- Rybie I, II & III
- Sękocin Nowy
- Sękocin Stary
- Słomin
- Wypędy

## Bauwerke
- Schloss in Falenty, eine Anlage des frühen Barocks
- Der Langwellensender Raszyn befindet sich bei Łazy auf dem Gebiet der Nachbargemeinde Lesznowola

## Persönlichkeiten
- Magdalena Abakanowicz (1930–2017), Bildhauerin und Textilkünstlerin; geboren in Falenty.